# نمی‌خام
« نمی‌خام» تک‌آهنگی از هنرمند اهل کانادا سلین دیون است که در ۱۹۸۷ منتشر شد.